# Hans Juvancic
Hans Ferdinand Juvancic (* 8. März 1922 in Oberpiesting bei Waldegg als Hans Ferdinand Juvančić; † 29. September 2021 in Eisenerz) war ein österreichischer Manager und kurzzeitiger Politiker der SPÖ, der auch als Publizist von mit dem Bergbau zusammenhängenden Themen tätig war.

## Leben und Karriere
Hans Juvancic wurde am 8. März 1922 als Sohn von René Juvančić (* 23. Dezember 1890 in Agram, Königreich Ungarn), Hauptmann im Ruhestand und zum Zeitpunkt der Geburt seines Sohnes zuständig nach Graz, und dessen Ehefrau Maria Lud. Clara (geborene Meister; * 27. Juni 1895 in Szelpaki, Bezirk Zbaraż, Galizien) in Oberpiesting bei Waldegg geboren und am 16. April 1922 auf den Namen Hans Ferdinand getauft. Seine Eltern hatten am 22. Februar 1919 kirchlich und am 6. März 1919 standesamtlich in Ödenburg geheiratet. 1926 kam sein Bruder Felix ebenfalls in Oberpiesting zur Welt.
Nach abgeschlossener Schulausbildung studierte er an der Montanistischen Hochschule Leoben und begann nach erfolgreich beendetem Studium bei der Oesterreichisch-Alpine Montangesellschaft tätig zu werden. 1951 veröffentlichte er zusammen mit Othmar Ofenbäck die Hochschulschrift und Geologische Meldearbeit Bericht über den Aufschluß auf Pb- und Zn-Erze im Arzbachgraben bei Frohnleiten, Stmk. Nachdem er 1952 in die Bergdirektion Eisenerz eingetreten war, stieg er bis 1958 zum Leiter des oberen Reviers am Erzberg auf. 1966 wurde er Werksleiter und Bergdirektor in Eisenerz. Nach 25 Jahren im Unternehmen stieg er 1977 in den Vorstand der damaligen VOEST-Alpine AG auf und war bis 1986 ein Vorstandsmitglied. Im November 1982 promovierte der zweifache Diplom-Ingenieur und h.c. Professor 1982 mit seiner Dissertation Technisch-wissenschaftliche Untersuchungen zur Beurteilung alternativer Abbautechnologien am Beispiel der Bergbaubetriebe der Virginia Crews Coal Company (West Virginia, USA) an der Bergakademie Freiberg zum Dr. mont. Bereits davor war er zwischen 1974 und 1978 im Vorstand der Graz-Köflacher Eisenbahn- und Bergbaugesellschaft.
Juvancic, der ein engagierter Sozialdemokrat war, rückte mit 28. Jänner 1964 für Fritz Matzner in den steirischen Landtag und gehörte diesem während der V. Gesetzgebungsperiode und bis zu seinem Ausscheiden während der VI. Gesetzgebungsperiode für zwei Jahre bis zum 25. März 1966 an. Er wurde in der 33. Sitzung des Landtages angelobt und setzte sich noch früh in seiner Amtszeit für die Arbeitsplatzsicherung am Erzberg ein, sprach aber auch in Beiträgen zur Novellierung der Bergführerordnung. Er setzte sich im Landtag auch für die Belange der Oesterreichisch-Alpine Montangesellschaft und den Ausbau der Präbichl-Nordrampe ein. Im Landtag wurde Juvancic zum Ersatzmann des Kontrollausschusses und zum Ersatzmann des Verkehrsausschusses sowie des volkswirtschaftlichen Ausschusses gewählt. Auch war er von der SPÖ als Ersatzmann des Fürsorgeausschusses vorgeschlagen worden. Willibald Schön rückte für ihn in den steirischen Landtag nach.
Zeitlebens wurde Juvancic vielfach geehrt, erhielt zahlreiche inländische und ausländische Ehrenzeichen und war unter anderem Träger des Großen Goldenen Ehrenzeichens für Verdienste um die Republik Österreich. Der Bergrat war zudem mit Beschluss vom 24. September 1975 Ehrenbürger der Gemeinde Vordernberg, um die er sich in verschiedener Beziehung sehr verdient gemacht hatte. Darunter fielen nennenswerte Beiträge der Voestalpine, der Bergdirektion Eisenerz oder auch die Verschönerung des Ortsbildes, woran sich Juvancic beispielsweise im Friedauwerk beteiligte. Von der Stadt Eisenerz erhielt er den Ehrenring. In den 1960er Jahren schien Juvancic mehrmals im Ehrenkomitee des Balls der Technik auf.
Er betätigte sich nebenbei auch publizistisch und verfasste neben Beiträgen in Zeitungen und Fachzeitschriften auch Schriften wie Wert und Wesen des Steirischen Erzberges (1971; zusammen mit Franz Kirnbauer) oder Der Steirische Erzberg der VÖEST-Alpine AG (1974; zusammen mit Volkmar Fölß).
Am 29. September 2021 starb Juvancic, der am 26. Jänner 1988 aus der Kirche ausgetreten war, wenige Monate vor seinem 100. Geburtstag. Er hinterließ einen Sohn (Rene); seine Ehefrau Anna war bereits am 26. Februar 2016 im Alter von 83 Jahren verstorben. Die Beisetzung fand im engsten Familienkreis am Stadtfriedhof Eisenerz statt.